# J. A. 홉슨
존 앳킨슨 홉슨(John Atkinson Hobson, 1858년 7월 6일 – 1940년 4월 1일)은 잉글랜드의 경제학자이자 사회 과학자였다. 홉슨은 블라디미르 레닌에게 영향을 준 제국주의에 관한 글과 과소소비 이론으로 가장 잘 알려져 있다.
그의 경제학에 대한 주요하고 가장 초기 기여는 세의 법칙과 고전 경제학의 절약 강조에 대한 통렬한 비판이었던 과소소비 이론이었다. 그러나 이는 홉슨을 전문 경제학계에서 신뢰를 잃게 만들었고, 결국 그는 배제되었다. 다른 초기 저작들은 고전적 지대 이론을 비판하고 신고전파의 "한계 생산성" 분배 이론을 예견했다.
더 맨체스터 가디언의 특파원으로 제2차 보어 전쟁을 취재한 후, 그는 영국의 전쟁 개입을 비난하고 이를 광산 소유주들의 영향력 아래 행동한 것으로 특징지었다. 일련의 책에서 그는 제국주의와 국제 분쟁 간의 연관성을 탐구하고 제국 확장이 새로운 시장과 해외 투자 기회를 찾아 나선 결과라고 주장했다.
나중에 그는 소득 불균형이 과잉 저축과 과소소비를 통해 실업을 야기하며, 그 해결책은 과세를 통한 소득 재분배와 독점 국유화를 통해 "잉여"를 제거하는 것이라고 주장했다. 그는 제1차 세계 대전에 반대했으며 전쟁을 막기 위한 세계 정치 기구의 결성을 옹호했다. 전쟁 후 그는 개혁주의 사회주의자가 되었다.

## 삶

### 어린 시절
홉슨은 더비셔주의 더비에서 태어났는데, "다소 부유한 신문 소유주"인 윌리엄 홉슨과 조세핀 앳킨슨의 아들이었다. 그는 수학자 어니스트 윌리엄 홉슨의 형제였다.

### 초기 경력
1887년 홉슨이 런던으로 이사했을 때, 잉글랜드는 심각한 경제 불황에 처해 있었다. 고전 경제학은 악순환적인 경기 순환을 설명하지 못하는 상황에서, 런던에는 대안을 제시하는 많은 사회가 있었다. 런던에 거주하면서 홉슨은 사회민주당원과 H. M. 하인드먼, 기독교 사회주의자, 그리고 헨리 조지의 단일세 체제를 접했다. 그는 옥스퍼드에서 알았던 몇몇 저명한 페이비언들과 친구가 되었는데, 그들 중 일부는 런던 정치경제대학교를 설립할 예정이었다. 그러나 이들 그룹 중 어느 것도 홉슨에게 충분히 설득력을 주지 못했다. 오히려 친구이자 사업가, 등산가인 앨버트 F. 머메리와의 협력이 홉슨의 경제학 기여인 과소소비 이론을 낳았다. 머메리와 홉슨이 저서 『산업 생리학』(1889)에서 처음 설명한 과소소비는 세의 법칙과 고전파 경제학의 절약 강조에 대한 통렬한 비판이었다. 이 책의 결론이 너무 앞서나갔기 때문에 홉슨은 전문 경제학계에서 신뢰를 잃었다. 결국 그는 학계에서 배제되었다.
19세기 말, 그의 저서로는 『빈곤 문제』(1891), 『근대 자본주의의 진화』(1894), 『실업 문제』(1896), 『존 러스킨: 사회 개혁가』(1898) 등이 있다. 이 저서들은 홉슨의 고전적 지대 이론 비판을 발전시켰고, 그가 제안한 일반화는 신고전파의 "한계 생산성" 분배 이론을 예견했다.

### 보어 전쟁과 제국주의
이 시기 직후 홉슨은 더 맨체스터 가디언 신문 편집장의 요청으로 남아프리카 특파원으로 파견되었다. 제2차 보어 전쟁을 취재하면서 홉슨은 제국주의가 현대 자본주의의 확장하는 힘의 직접적인 결과라는 생각을 형성하기 시작했다. 그는 세실 로즈가 이끄는 광산 소유주들이 트란스발의 지배권을 원했다고 믿었다. 따라서 그는 그들이 보어인들과 싸우도록 영국을 조작하여 채굴로부터 이익을 극대화하려 했다고 믿었다. 그가 영국으로 돌아왔을 때 그는 이 분쟁을 강하게 비난했다.
그 후 몇 년간 그의 출판물들은 제국주의와 국제 분쟁 간의 연관성 탐구를 보여주었다. 이 저작들에는 『남아프리카 전쟁』(1900)과 『징고주의 심리학』(1901)이 포함된다. 그의 최고 걸작으로 평가받는 『제국주의』(1902)에서 그는 제국 확장이 새로운 시장과 해외 투자 기회를 찾아 나선 결과라는 의견을 피력했다. 『제국주의』는 홉슨에게 국제적인 명성을 안겨주었으며, 블라디미르 레닌과 레프 트로츠키 같은 저명한 사상가들, 그리고 한나 아렌트의 『전체주의의 기원』(1951)에 영향을 미쳤다.
1902년 『정치학 분기별 평론』(Political Science Quarterly) 기사에서 홉슨은 제국주의에 대한 수많은 도덕적 정당화, 특히 "비효율적인" 인종이 "효율적인" 인종에게 종속되어 이득을 얻는다는 개념에 이의를 제기했다.
홉슨은 다음 주요 저작인 『산업 시스템』(1909)을 쓰기 전에 여러 다른 저널에 글을 썼다. 이 책에서 그는 소득 불균형이 과잉 저축과 과소소비를 통해 실업을 야기하며, 그 해결책은 과세를 통한 소득 재분배와 독점 국유화를 통해 "잉여"를 제거하는 것이라고 주장했다.

### 제1차 세계 대전과 후기 경력
홉슨은 제1차 세계 대전에 반대하여 민주주의 통제 연합에 가입했다. 전쟁을 막기 위한 세계 정치 기구 설립 주장은 그의 저서 『국제 정부를 향하여』(1914)에 담겨 있다. 그러나 그는 국제연맹에 강력히 반대했다.
1919년, 홉슨은 독립노동당에 입당했다. 이후 『새로운 지도자』, 『사회주의 평론』, 『뉴 스테이츠먼』과 같은 사회주의 출판물에 글을 기고했다. 이 시기에 홉슨이 공산주의 혁명보다는 자본주의 개혁을 선호한다는 사실이 명확해졌다. 그는 1929년에 당선된 노동당 정부에 비판적이었다.
홉슨의 자서전 『이단 경제학자의 고백』은 1938년에 출판되었다.

## 홉슨에 대한 논평

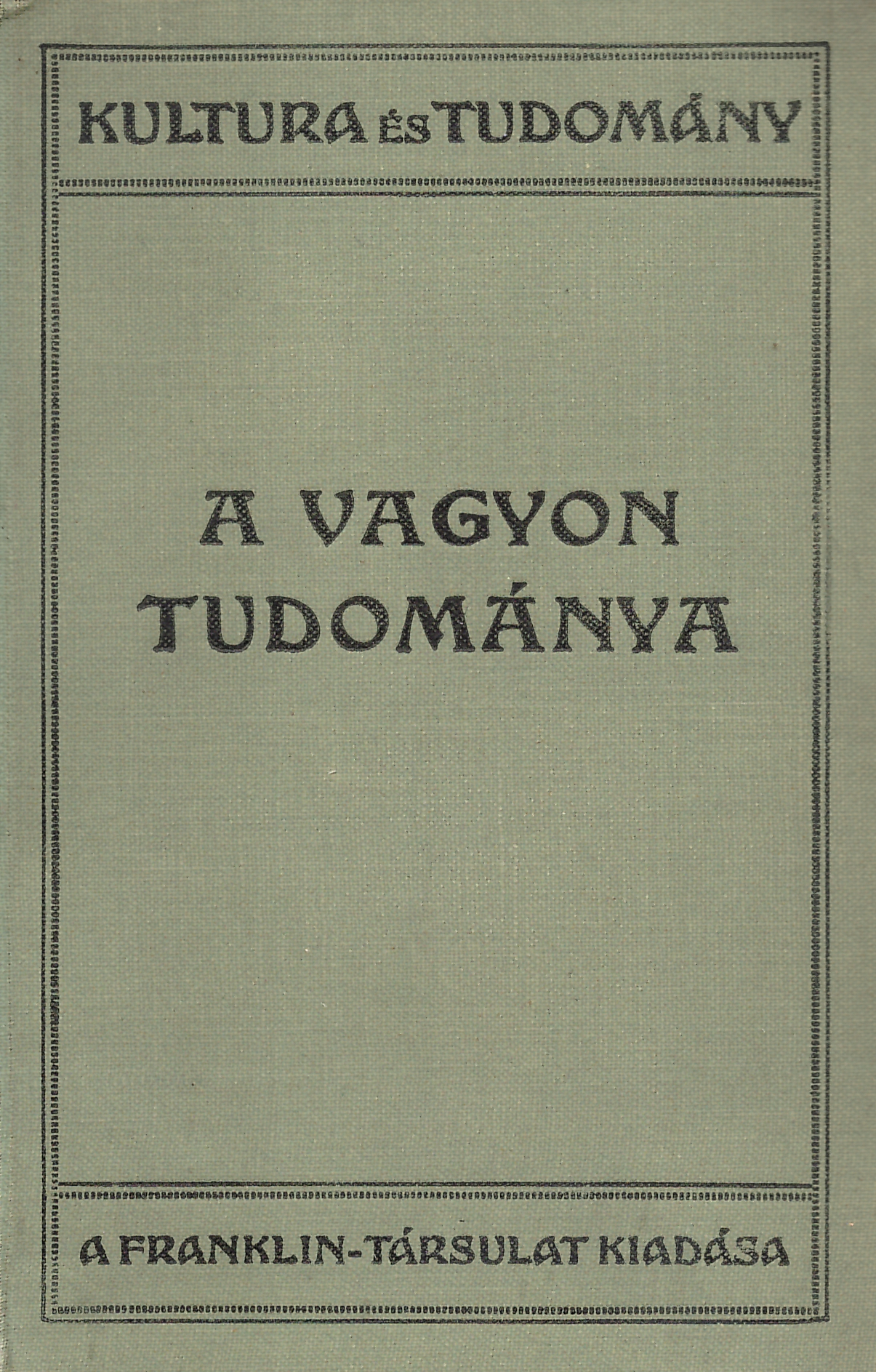
존 A. 홉슨: 부의 과학 (헝가리어판)

### 비판적 평가
R. H. 토니는 『획득 사회』(1920)에서 다음과 같이 썼다.

현대 재산의 대부분은 산업 생산품에 대한 금전적 담보권이나 채권으로 축소되었고, 이는 지불을 받을 권리를 동반하지만, 소유주가 어떤 긍정적 또는 건설적 기능을 수행할 의무로부터 해방된다는 점 때문에 가치 있게 여겨진다. 이러한 재산을 수동적 재산, 또는 획득을 위한 재산, 착취를 위한 재산, 또는 권력을 위한 재산이라고 부를 수 있다.... 그러나 경제학자들이 이를 "재산"이라고 부를지, 아니면 홉슨 씨가 제안했듯이 "부적절한 재산(Improperty)"이라고 부를지는 의문이다. 왜냐하면 이는 소유주에게 그의 노고의 생산물을 보장하는 권리와 동일하지 않고, 오히려 그 반대이기 때문이다.

V. I. 레닌은 훗날 마르크스주의 학문에 가장 큰 영향을 미쳤을 것으로 추정되는 그의 저서 『제국주의론』(1916)에서 홉슨의 『제국주의론』을 광범위하게 활용하며, 서문에서 "저는 홉슨의 책인 『제국주의』, 즉 이 작업이 받을 만한 모든 주의를 기울여 주된 영어 저작을 활용했습니다"라고 언급했다. 이 저작 자체에서 레닌은 홉슨의 자유주의 정치에는 동의하지 않음에도 불구하고, 제국주의에 대한 홉슨의 해석을 반복적으로 호의적으로 인용한다. 예를 들면 다음과 같다.

우리는 카우츠키가 마르크스주의를 옹호한다고 주장하면서도, 사실상 현대 제국주의의 두 가지 "역사적으로 구체적인"... 특징, 즉 (1) 여러 제국주의 간의 경쟁, 그리고 (2) 상인에 대한 금융가의 우위라는 특징을 더 정확하게 고려하는 사회-자유주의자 홉슨에 비해 한 발짝 뒤로 물러서고 있음을 알 수 있습니다.

역사가 피터 두이냥과 루이스 H. 간은 홉슨이 20세기 초 전 세계 사람들에게 막대한 영향을 미쳤다고 주장한다.

홉슨의 사상은 전적으로 독창적인 것은 아니었지만, 돈 많은 사람과 독점에 대한 증오, 은밀한 협약과 공공연한 허풍에 대한 혐오가 제국주의에 대한 기존의 모든 비난을 하나의 일관된 체계로 융합시켰다.... 그의 사상은 대영 제국에 반대하는 독일 민족주의자들과 프랑스의 영국 혐오주의자, 그리고 마르크스주의자들에게 영향을 미쳤다. 그것은 미국의 자유주의자들과 식민주의에 대한 고립주의 비판자들의 사고방식을 물들였다. 앞으로 그의 사상은 서유럽과 대영 제국에 대한 미국의 불신에 기여하게 될 것이다. 홉슨은 영국인들이 식민 통치 행사에 반감을 갖게 하는 데 일조했으며, 아시아와 아프리카의 토착 민족주의자들에게 유럽의 통치에 저항할 무기를 제공했다.

후대의 역사가들은 홉슨과 그가 영향을 미친 마르크스주의 제국주의 이론을 공격했다. 특히 존 갤러거와 로널드 로빈슨은 1953년 논문 『자유 무역 제국주의』에서 홉슨이 공식적인 제국과 직접 통치하는 식민지 역할에 너무 많은 비중을 두었고, 무역력, 정치적 영향력, 비공식적 제국주의의 중요성을 고려하지 않았다고 주장했다. 그들은 또한 홉슨이 19세기 중반의 자유 시장 경제를 동반한 제국에 대한 무관심과 1870년 이후의 강렬한 제국주의 사이에 관찰한 영국 외교 정책의 차이가 실제로는 존재하지 않았다고 주장했다.
홉슨은 "식민지 원시 민족"이 열등하다고 믿었다. 『제국주의』에서 그는 국제 기구에 의한 "점진적 제거"를 옹호했다. "광범위한 사회적 이익을 위한 합리적인 인종 개량학은 퇴화하거나 진보하지 못하는 인종의 확산을 억제할 필요가 있을 수 있다." 홉슨에 따르면 이러한 계획은 "국제 정치 기구"의 승인을 받아야 시행되어야 한다. 1902년의 이 저작이 당시의 사회진화론 경향을 반영했다고 할 수 있지만, 홉슨은 1938년에 제3판을 출판할 때 이 부분을 거의 변경하지 않았다.

### 반유대주의
홉슨의 초기 저작들은 유대인 이민과 유대인 금융가의 영향에 대해 비판적이었다. 1890년대에 그는 러시아 분할령에서 서유럽으로 대규모 유대인 이민이 토착 노동자들의 이익을 해쳤다고 주장하며 이민 제한을 옹호했다. 『남아프리카 전쟁』(1900)에서 남아프리카 전쟁에 대해 쓰면서, 그는 전쟁 추진력을 남아프리카의 "유대인 권력"과 연결시키고 요하네스버그를 "새로운 예루살렘"으로 보았다. 홉슨은 "유대인 금융가"를 "기생충"으로 보았고, 그들이 자신들의 "악마적인 곡조"에 맞춰 춤을 추는 영국 정부를 조종했다고 썼다. 역사 교수인 노먼 에더링턴에 따르면, 『제국주의』에서 금융가에 대한 부분은 홉슨의 경제 담론과 무관해 보이며, 홉슨이 진정으로 그렇게 믿었기 때문에 포함되었을 가능성이 높다. 홉슨은 1898년에서 1902년 사이에 근대성, 제국, 유대인을 함께 묶는 데 혁신적이었다. 홉슨에 따르면, 국제 금융가들은 남아프리카와 런던에서 유대인 언론 소유를 통해 정부에 부분적으로 영향을 미쳤다.
홉슨의 분석은 전쟁 반대자들에 의해 널리 퍼졌고 상당한 주목을 받았다. 다른 동시대의 반전 작가들도 주로 유대인 "자본주의 음모"가 진행 중이라고 주장했다. 홉슨의 1900년 1월 기사 『남아프리카의 자본주의와 제국주의』 이후, 노동당 지도자 키어 하디는 1900년 2월 같은 메시지를 의역하여 "반다스 여섯 금융 가문, 그들 중 다수가 유대인"이 영국을 전쟁으로 이끌었다고 비난했다. 그러나 영국 노동계급이 남아프리카 전쟁을 지지하는 경향이 있었기 때문에 홉슨이 남아프리카의 "유대인 권력"과 비밀 "인종 연합"의 조작을 맹렬히 공격한 것은 영국에서 대중적 지지를 얻지 못했지만, "외국인 혐오" 정서는 계속해서 문제가 되었다. 특히 프랑스와 독일을 비롯한 유럽 대륙의 논평가들 사이에서는 제2차 보어 전쟁 중 alleged "국제 유대인의 강도 행위"가 종종 우익 반유대주의자들에 의해 "영국 제국주의 해적 행위"와 연결되었다.

## 단행본 저작
- 『산업 생리학』 (앨버트 F. 머메리와 공동 저술) (1889).
- 『빈곤 문제』 (1891).
- 『현대 자본주의의 진화』 (1894).
- 『실업 문제』 (1896).
- 『존 러스킨: 사회 개혁가』 (1898).
- 《『분배의 경제학』》. 런던: 매크밀런. 1900  – 인터넷 아카이브 경유.
- 『남아프리카 전쟁: 그 원인과 영향』 (1900).
- 『남아프리카의 자본주의와 제국주의』 (1900)
- 『징고주의 심리학』 (1901).
- 『사회 문제: 삶과 노동』  (1901).
- 『제국주의』:한 연구 (1902)[23]
- 『국제 무역』  (1904).
- 『오늘날의 캐나다』  (1906).
- 『자유주의의 위기』  (1909).
- 『산업 시스템』 (1909).
- 『현대적 관점』  (1910).
- 『부의 과학』  (1911).
- 『투자의 경제적 해석』  (1911).
- 『산업 불안』  (1912).
- 『독일 공황』  (1913).
- 『금, 가격, 임금』  (1913).
- 『노동과 부, 인간적 가치 평가』  (1914).
- 『반역의 거래, 정치 정당 연구』  (1914).
- 『국제 정부를 향하여』 (1915).
- 『서구 문명』  (1915).
- 『새로운 보호주의』  (1916).
- 『노동과 전쟁 비용』  (1916).
- 『전쟁 후의 민주주의』  (1917).
- 『강제 노동』 국민 시민 자유 이사회, 런던 (1917) Worldcat
- 『1920년: 가까운 미래를 엿보다』  (1917/1918).
- 『새로운 국가의 과세』  (1919).
- 『리처드 코브든: 국제인』  (1919).
- 『유럽 경제 회복의 장애물』  (1920).
- 『경제 국제주의의 도덕』 (1920)
- 『배상금의 경제학』  (1921).
- 『새로운 세계의 문제들』  (1921).
- 『노동과 부: 인간적 가치 평가』 (1921)
- 『새로운 산업 질서에서의 인센티브』 (1922).
- 『실업의 경제학』 (1922).
- 『법과 질서에 대한 노트』 (1926).
- 『생활 임금』 (H. N. 브레일스포드, A. 크리치 존스, E. F. 와이즈와 공동 저술) (1926).
- 『산업 평화의 조건』 (1927).
- 『부와 삶』 (1929).
- 『경제학 개론』 (1929)
- 『합리화와 실업』 (1930).
- 『하느님과 재물』 (1931).
- 『풍요 속의 빈곤』 (1931).
- 『L. T. 홉하우스, 그의 삶과 업적』 (1931).
- 『기록 천사』 (1932).
- 『저축과 소비: 생산이 막히는 이유』 (1932).
- 『자본주의에서 사회주의로』 (1932).
- 『합리주의와 인본주의』 (1933).
- 『민주주의와 변화하는 문명』 (1934).
- 『베블런』 (1936).
- 『재산과 부적절한 재산』 (1937).
- 『사회생활에서의 책임감』 (허먼 파이너, 한나 멘토와 공동 저술) (1938).
- 『이단 경제학자의 고백』 (1938).

## 같이 보기
- 홉슨의 제국주의 이론에 대한 설명은 신제국주의 이론을 참조하라.